# Latvijas Sabiedriskais medijs
Latvijas Sabiedriskais medijs (en español: «Radiodifusión Pública de Letonia»), también conocida por las siglas LSM, es la empresa de radiodifusión pública de Letonia. Fue fundada en 2013 como un portal web y desde enero de 2025 aglutina los servicios públicos de radio (Latvijas Radio) y televisión (Latvijas Televīzija).
Actualmente LSM gestiona seis emisoras de radio, dos canales de televisión, un servicio de transmisión por internet —REPlay— y un sitio web.

## Historia
La radio pública de Letonia comenzó sus emisiones el 1 de noviembre de 1925, mientras que la televisión se puso en marcha el 6 de noviembre de 1954. Después de que Letonia se independizase de la Unión Soviética en 1991, ambas empresas han mantenido direcciones independientes entre sí.
En 2012, el Consejo Nacional de Medios de Letonia aprobó la creación de un portal web donde Latvijas Radio (radio) y Latvijas Televīzija (televisión) pudiesen ofrecer contenidos multimedia y estrechar su colaboración. El proyecto, conocido como Latvijas Sabiedriskais medijs (LSM), establecía a medio plazo una organización paraguas para ambos servicios públicos, si bien mantendrían direcciones separadas. La nueva web «lsm.lv» se puso en marcha el 7 de enero de 2013 como un portal informativo en letón y ruso, y al año siguiente incluyó un apartado en inglés.
A finales de 2014, los sitios web de Latvijas Radio y Latvijas Televīzija comenzaron a operar bajo el dominio de lsm.lv. Con el paso del tiempo, LSM ha ampliado sus contenidos para ofrecer servicios a la carta y un portal infantil. Desde 2022 todos los medios públicos letones operan bajo una imagen corporativa unificada. 
Los servicios de radiodifusión pública de Letonia quedaron integrados en LSM a partir del 2 de enero de 2025.